# Demografia Scoției
Structura rasială, conform recensământului din 2011:
     Albi (96%)
     Asiatici (2,7%)
     Negri (0,7%)
     Micști / 2 sau mai multe rase (0,4%)
     Alții (0,2%)
În recensămintele din 2001, populația Scoției număra 5,062,011 de locuitori. Potrivit estimărilor din 2008, acest număr a crescut la 5,168,500, iar asta ar pune Scoția pe locul 112 în topul celor mai mari țări din lume ca populație, dacă ar fi un stat suveran.
Deși Edinburgh este capitala Scoției, acesta nu este cel mai mare oraș. Cu o populație de peste 584,000 capitală este orașul Glasgow. Ba chiar marele centru de extindere urbană Glasgow, cu o populație de aproape 1,2 milioane de locuitori, găzduiește aproape o pătrime din populația Scoției. În zona cu cea mai mare densitate a populației, numită Central Belt, se află principalele orașe și centre de interes public.
Orașul Glasgow se află în partea de vest a țării, în timp ce Edinburgh și Dundee se găsesc pe coasta de est. În afară de Central Belt, cel mai mare oraș din Scoția este Aberdeen, care este pe coasta de est spre nord. Zonele de platou din Scoția sunt slab populate, chiar dacă orașul Inverness a cunoscut o creștere rapidă în ultimii ani.
În general, doar cele mai mari și mai accesibile insule sunt populate și nu mai puțin de 90 din ele sunt locuite. Regiunea muntoasă a sudului este, mai presus de toate, o zonă rurală și se ocupă de activități forestiere și agricultură. Din cauza problemelor de găzduire a orașelor Glasgow și Edinburgh, au fost create cinci noi orașe între anii 1947 și 1966. Acestea sunt: East Kilbride, Glenrothes, Livingston, Cumbernauld și Irvine.
Din cauza imigrațiilor de pe vremea celui de al Doilea Război Mondial, orașele Glasgow, Edinburgh și Dundee prezintă mici comunități sud-asiatice. De când s-a realizat recenta extindere a Uniunii Europene s-a înregistrat un număr mărit de cetățeni din Europa Centrală și de Est care s-au mutat în Scoția, și se estimează că între 40,000 și 50,000 de polonezi locuiesc acum în Scoția. Din anul 2001 sunt 16,310 de rezidenți chinezi în Scoția. Aceste grupuri etnice din Scoția sunt după cum urmează: 97,99% albi, 1,09% sud-asiatici, 0,16% africani, 0,16% mixt, 0,25% chinezi, și alții în procent de 0,19%.
Scoția are trei limbi oficiale recunoscute: engleza, scoțiana și scoțiana galică. Aproape toți scoțienii vorbesc limba engleza standard scoțiană, și în 1996, Biroul General de Registru al Soției a estimat că 30% din populație vorbește fluent limba scoțiană. Limba galică este, de obicei, vorbită de un număr mare de populație din insulele vestice; însă, la nivel național această limbă este folosită de 1% din populație. Numărul celor care nu vorbesc deloc limba galică în Scoția a scăzut de la 250,000 (adică 7% din populație) în 1881, la 60 000 astăzi.
Există mult mai mulți oameni cu strămoșii de origine scoțiană care locuiesc peste hotare, decât toată populația din Scoția. Populația protestantă Ulster este, în special, de origine scoțiană și se estimează că există mai mult de 27 de milioane de descendenți din migrația irlandeză-scoțiană care locuiesc în Statele Unite. În Canada, comunitatea canado-scoțiană ajunge la un număr de 4,7 milioane de locuitori. Cam 20% din populația colonistă de origine europeană a Noii Zeelande, a venit din Scoția.